# Go (programmeringssprog)
 For alternative betydninger, se Go (flertydig). (Se også artikler, som begynder med Go)
Go er et programmeringssprog udviklet af Google. Udviklingen af sproget begyndte i september 2007 af Robert Griesemer, Rob Pike og Ken Thompson og blev officielt annonceret i november 2009, med arbejde videreført fra Inferno-operativsystemet. Den 28. marts 2012 blev Go version 1 officielt udgivet. Den seneste version er 1.21.4, der blev udgivet den 7. november 2023.
Officielle Go-implementationer er tilgængelige til Linux, Windows, Mac OS X og FreeBSD.

## Kendetegn
Go er et kompileret sprog med en garbage collector. Sproget er særligt velegnet til serverløsninger, fordi der er indbygget understøttelse af parallelle processer.

## Eksempler
Følgende er et Hello world-program i Go:
```
package
 
main

import
 
"fmt"

func
 
main
()

{

	
fmt
.
Printf
(
"Hello, World\n"
)

}

```